# Brevinychus parvulus
Brevinychus parvulus är en spindeldjursart som beskrevs av Meyer 1974. Brevinychus parvulus ingår i släktet Brevinychus och familjen Tetranychidae. Inga underarter finns listade.